# Kapitán Nemo

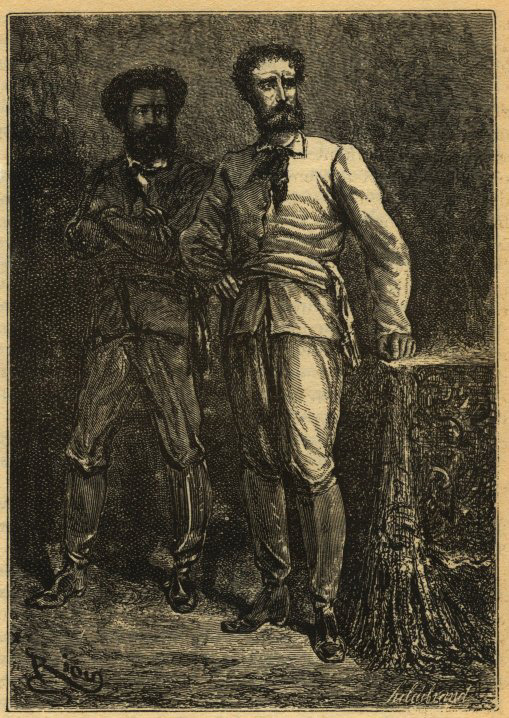
Kapitán Nemo, první kresba

Kapitán Nemo je fiktivní postava z Verneova románu Dvacet tisíc mil pod mořem, v níž je konstruktérem, kapitánem a vlastníkem supermoderní ponorky Nautilus, s níž brázdí oceány a s jejíž pomocí se jako první člověk dostal na jižní pól. Mimo to ještě nakrátko vystupuje v románu Tajuplný ostrov, kde jej autor nechal zemřít. Jeho postava inspirovala řadu dalších spisovatelů a posléze i filmových tvůrců, v jejichž dílech vystupuje.

## Fiktivní životopis
Ačkoliv je Nemo v románu Dvacet tisíc mil pod mořem jednou z hlavních postav, není zde téměř popsán jeho předchozí život. Teprve v románu Tajuplný ostrov seznámí umírající Nemo trosečníky na ostrově se svou minulostí. Narodil se jako princ Dakkar, syn idického rádži a synovec Tippo Sahiba, který od svých 10 do 30 let byl na studiích v Evropě. V roce 1849 se vrátil do Indie a stal se duší povstání sipáhijů v roce 1857. Po rozdrcení povstání, při kterém přišel o všechny své blízké, vybudoval s dvaceti nejvěrnějšími ponorku Nautilus, přijal bojové jméno Nemo (což znamená latinsky nikdo, „Nikdo“ se pojmenoval Odysseus při setkání s obrem Polyfémem) a vyhlásil válku „pozemským tyranům“ (tj. koloniální mocnosti Anglii, jejíž válečné lodě pomocí ponorky potápí). Jeho muži však postupně umírali a nakonec se osamělý šedesátiletý Nemo uchýlil do přístavu na „Tajuplném ostrově“, který si tajně vybudoval. Zde strávil posledních deset let života. Skrytě pomáhal trosečníkům, kterým se představil až když umíral a požádal je, aby po jeho smrti Nautilus potopili a stal se tak jeho rakví, což se skutečně také stane.
Datace Nemova fiktivního života je vnitřně rozporná. Tajuplný ostrov se odehrává v letech 1865–1869 a Nemo umírá v říjnu 1868. Zároveň příběh profesora Annoraxe z Dvaceti tisíc mil pod mořem se odehrává ve stejné době (1866), ale umírající Nemo říká, že to bylo před 16 lety. Nemo měl původně být polský aristokrat, jehož rodinu zdecimovali Rusové při potlačení polského povstání v letech 1863–1864, ale kvůli obchodním zájmům v Rusku nakladatel Hetzel Verna přiměl ke změně.